# 托馬斯·斯賓塞·科博爾德
托馬斯·斯賓塞·科博爾德 FRS（英語：Thomas Spencer Cobbold，1828年5月26日—1886年3月20日）是一名英國生物學家。

## 生平
科博爾德出生於伊普斯威治，是《瑪格麗特·卡奇波爾的歷史》（History of Margaret Catchpole）作者理查德·科博爾德牧師的第三個兒子。
1851年在愛丁堡大學醫學院畢業後，他於1857年被任命為倫敦聖瑪麗醫院植物學講師，1861年又被任命為米德爾塞克斯醫院動物學和比較解剖學講師。1864年6月，他獲選為皇家學會會士。
1868年起，他在大英博物館擔任斯威尼地質學講師。1873年，他成為皇家獸醫學院的植物學教授，之後又擔任該學院特別為他設立的蠕蟲學講座。1879年至1880年間，他擔任奎克特顯微鏡學俱樂部的主席。他於1886年3月20日在倫敦逝世，享年57歲。
他的專門學科是蠕蟲學，尤其是寄生在人類和動物身上的蠕蟲，身為醫生，他在診斷因寄生在人類和動物身上的蠕蟲而引起的病例方面頗負盛名。

## 備註
1. ↑  Bettany, G. T.; Osborne, P. . Osborne, Peter  (编).  線上版. 牛津大學出版社. 2006  [2022-01-26]. ISBN 978-0-19-861412-8. doi:10.1093/ref:odnb/5739 （英语）. 需要订阅或英国公共图书馆会员资格
2. 1 2  . catalogues.royalsociety.org.   [2022-01-26].
3. 1 2 3 4  Chisholm 1911.